# Глинка (Донецкая область)
Глинка (укр. Глинка) — село на Украине, находится в Старобешевском районе Донецкой области. Под контролем самопровозглашённой Донецкой Народной Республики.

## География
Село расположено на реке под названием Грузский Еланчик. К востоку от населённого пункта проходит граница между Украиной и Россией.

#### Соседние населённые пункты по странам света
С: Лужки, Победа, Кумачово (выше по течению Грузского Еланчика)
СЗ: Воровское, Каменка
СВ: Берестовое
З: Широкое, Краснополье
В: —
ЮЗ: Розовка, Октябрьское
ЮВ: —
Ю: Шевченко (ниже по течению Грузского Еланчика) 

## Население
Население по переписи 2001 года составляло 650 человек.

## Общие сведения
Код КОАТУУ — 1424581804. Почтовый индекс — 87261. Телефонный код — 6253.

## Адрес местного совета
87260, Донецкая область, Старобешевский р-н, с. Кумачово, ул. Ручко, 1